# Byzantine and Modern Greek Studies
Byzantine and Modern Greek Studies o BMGS es una revista científica británica reconocida internacionalmente, que publica artículos sobre temas de estudios bizantinos y de la Grecia moderna; es decir, sobre la lengua, la literatura, la historia y la arqueología del mundo griego postclásico, de la antigüedad tardía hasta la actualidad. Además hace reseñas de libros recientes que sean de importancia para estos estudios. El Centre of Byzantine, Ottoman and Modern Greek Studies de la Universidad de Birmingham publica la revista dos veces al año desde 1975. También presenta artículos de historia otomana o turca que se relacionen con sus principales campos de actividad.